# Clasificación de UEFA para la Copa Mundial de Fútbol Playa FIFA
La Clasificación para la Copa Mundial de Fútbol Playa (UEFA) de la FIFA, es un nuevo proceso de clasificación del fútbol playa europeo para la Copa Mundial de Fútbol Playa, introducido por la FIFA para la edición de la Copa Mundial de 2008 en adelante. 
Antes, los cinco primeros equipos clasificados en la Euro Beach Soccer League accedían a la Copa Mundial, sin embargo, el nuevo formato ofrece oportunidades de clasificación a un número mayor de países. El proceso es similar al de otros campeonatos de otras confederaciones.
Dado que el Campeonato Mundial se sucede ahora cada dos años, de igual forma ocurre con la clasificación, empezando a disputarse en la edición de 2011, la Copa Mundial de Fútbol Playa de 2011 de FIFA.

## Historial
| Año          | Sede      | Campeón | Final Resultado | Subcampeón | Tercer lugar | Resultado | Cuarto lugar |
| ------------ | --------- | --- | --- | --- | --- | --- | --- |
| 2008 Detalle | Benidorm  | España | 4:3 | Portugal | Rusia | 4:2 | Italia |
| 2009 Detalle | Castellón | España | 4:4 (13-12 pen.) | Rusia | Suiza | 8:6 | Portugal |
| 2011 Detalle | Bibione   | Ucrania | 4:2 | Portugal | Rusia | 5:2 | Suiza |
| 2013 Detalle | Moscú     | España | 5:3 | Rusia | Ucrania | 3:0 | Países Bajos |
| 2015 Detalle | Jesolo    | Rusia | 6:5 | Suiza | Italia | 5:4 | España |
| 2017 Detalle | Jesolo    | Polonia | 6:3 | Suiza | Portugal | 8:3 | Italia |
| 2019 Detalle | Moscú     | Rusia | 7:1 | Italia | Bielorrusia | 6:2 | Suiza |
| 2021 Detalle | Nazaré    | España | 5:2 | Ucrania | Portugal | 6:5 | Bielorrusia |
| 2023 Detalle | Bakú      | Bielorrusia, Italia, Portugal y Ucrania. clasificados al Mundial. No se disputó ninguna final ni partido por el tercer puesto. | Bielorrusia, Italia, Portugal y Ucrania. clasificados al Mundial. No se disputó ninguna final ni partido por el tercer puesto. | Bielorrusia, Italia, Portugal y Ucrania. clasificados al Mundial. No se disputó ninguna final ni partido por el tercer puesto. | Bielorrusia, Italia, Portugal y Ucrania. clasificados al Mundial. No se disputó ninguna final ni partido por el tercer puesto. | Bielorrusia, Italia, Portugal y Ucrania. clasificados al Mundial. No se disputó ninguna final ni partido por el tercer puesto. | Bielorrusia, Italia, Portugal y Ucrania. clasificados al Mundial. No se disputó ninguna final ni partido por el tercer puesto. |
| 2024 Detalle | Cádiz     | Portugal | [ nota 4 ] | Italia | Bielorrusia | | España |

## Palmarés
En cursiva, los años en que el equipo logró dicha posición como anfitrión.
| País         | Campeón                    | Subcampeón     | Tercer lugar   | Cuarto lugar   |
| ------------ | -------------------------- | -------------- | -------------- | -------------- |
| España       | 4 (2008, 2009, 2013, 2021) | -              | -              | 2 (2015, 2024) |
| Rusia        | 2 (2015, 2019)             | 2 (2009, 2013) | 2 (2008, 2011) | -              |
| Portugal     | 1 (2024)                   | 2 (2008, 2011) | 2 (2017, 2021) | 1 (2009)       |
| Ucrania      | 1 (2011)                   | 1 (2021)       | 1 (2013)       | -              |
| Polonia      | 1 (2017)                   | -              | -              | -              |
| Suiza        | -                          | 2 (2015, 2017) | 1 (2009)       | 2 (2011, 2019) |
| Italia       | -                          | 2 (2019, 2024) | 1 (2015)       | 2 (2008, 2017) |
| Bielorrusia  | -                          | -              | 2 (2019, 2024) | 1 (2021)       |
| Países Bajos | -                          | -              | -              | 1 (2013)       |

## Desempeño
| AñosEquipos     | 2008 (24) | 2009 (26) | 2011 (27) | 2013 (24) | 2015 (24) | 2017 (28) | 2019 (20) | 2021 (21) | 2023 (20) |   | Parts. ⁄9 |
| --------------- | --------- | --------- | --------- | --------- | --------- | --------- | --------- | --------- | --------- | - | --------- |
| Andorra         | R1        | R1        | R1        | ×         | ×         | ×         | ×         | ×         | ×         | 3 |           |
| Austria         | R1        | R1        | R1        | ×         | R1        | ••        | ×         | ×         | ×         | 4 |           |
| Azerbaiyán      | R1        | 8º        | R2        | R2        | 13º       | 8º        | 8º        | 8º        | 13º       | 9 |           |
| Bielorrusia     | R2        | R1        | R1        | R3        | 5º        | 11º       | 3º        | 4º        | R3        | 9 |           |
| Bélgica         | ×         | R2        | ×         | ×         | ×         | ×         | ×         | ×         | ×         | 1 |           |
| Bulgaria        | ×         | R1        | R1        | R1        | R1        | R1        | ×         | ×         | ×         | 5 |           |
| República Checa | R3        | R1        | R1        | R2        | R1        | 6º        | R1        | R1        | R1        | 9 |           |
| Dinamarca       | ×         | ×         | ×         | ×         | ×         | R1        | ×         | 13º       | R3        | 3 |           |
| Inglaterra      | R2        | R2        | R1        | R1        | 12º       | R1        | ×         | R1        | ×         | 7 |           |
| Estonia         | R2        | R2        | R2        | R1        | 11º       | R1        | R1        | 14º       | 10º       | 9 |           |
| Francia         | ×         | 6º        | R2        | R3        | 14º       | 7º        | R2        | 9º        | R3        | 8 |           |
| Georgia         | R1        | ×         | ×         | ×         | ••        | R1        | ×         | ×         | ×         | 2 |           |
| Alemania        | R2        | R1        | R1        | R1        | 10º       | 12º       | R2        | 6º        | 12º       | 9 |           |
| Grecia          | R3        | R1        | R2        | R2        | 16º       | 14º       | ×         | ×         | 16º       | 7 |           |
| Hungría         | R2        | R1        | R3        | R3        | 7º        | 15º       | R2        | ×         | ×         | 7 |           |
| Israel          | ×         | R2        | R1        | R2        | ×         | ×         | ×         | ×         | ×         | 3 |           |
| Italia          | 4º        | 5º        | R2        | R2        | 3º        | 4º        | 2º        | 7º        | R3        | 9 |           |
| Kazajistán      | ×         | ••        | R1        | ×         | ×         | R1        | R2        | 16º       | ×         | 4 |           |
| Letonia         | R1        | R1        | ×         | R1        | R1        | ×         | R2        | ×         | ×         | 5 |           |
| Lituania        | R1        | ×         | ×         | ×         | ×         | R1        | R2        | R1        | 15º       | 5 |           |
| Malta           | ×         | ×         | ×         | ×         | ×         | ×         | ×         | ×         | R1        | 1 |           |
| Moldavia        | ×         | ×         | R2        | R1        | R1        | 16º       | R2        | R1        | R3        | 7 |           |
| Países Bajos    | R1        | R2        | R2        | 4º        | ×         | R1        | ×         | ×         | ×         | 5 |           |
| Noruega         | R2        | R1        | R1        | R1        | R1        | R1        | R1        | 15º       | R1        | 9 |           |
| Polonia         | R2        | R2        | R3        | R3        | 15º       | 1º        | 7º        | 10º       | 11º       | 9 |           |
| Portugal        | 2º        | 4º        | 2º        | R2        | ×         | 3º        | 5º        | 3º        | R3        | 8 |           |
| Rumania         | R1        | 7º        | R3        | R1        | 8º        | R1        | ×         | 12º       | ×         | 7 |           |
| Rusia           | 3º        | 2º        | 3º        | 2º        | 1º        | 5º        | 1º        | ×         | ××        | 7 |           |
| Serbia          | ×         | ×         | ×         | ×         | ×         | R1        | ×         | ×         | ×         | 1 |           |
| Eslovaquia      | R1        | ••        | R1        | ×         | R1        | ×         | ×         | ×         | ×         | 3 |           |
| España          | 1º        | 1º        | R3        | 1º        | 4º        | 9º        | 6º        | 1º        | R3        | 9 |           |
| Suecia          | ×         | ×         | ×         | ×         | ×         | ×         | ×         | R1        | R1        | 2 |           |
| Suiza           | R3        | 3º        | 4º        | R2        | 2º        | 2º        | 4º        | 5º        | 14º       | 9 |           |
| Turquía         | ×         | R2        | R2        | R2        | 9º        | 13º       | R2        | 11º       | 9º        | 8 |           |
| Ucrania         | R3        | R2        | 1º        | 3º        | 6º        | 10º       | ••        | 2º        | R3        | 8 |           |

### Simbología
| - 1º – Campeón - 2º – Finalista - 3º – 3º Lugar - 4º – 4º Lugar - 5º – 5º lugar (si está clasificado para la Copa del Mundo; regular) - 5º – 5º lugar (si están clasificados para la Copa del Mundo; como perdedores afortunados) - 5º–16º – Quinto al decimosexto lugar - R3 – Clasificado al Mundial al ganar el partido de la Ronda 3 (no se disputaron más rondas) | - R3 – Round 3 (Cuartos de final o segunda fase de grupos) - R2 – Round 2 (Octavos de final) - R1 – Round 1 (Fase de grupos) - •• – Participó pero se retiró - × – No participó - × – No participó (Ya estaba clasificado al Mundial como anfitrión) - ×× – Prohibido participar - – Anfitrión - q – Clasificado |

## Desempeño en mundiales
| YearTeam                     | 2008                         | 2009                         | 2011                         | 2013                         | 2015                         | 2017                         | 2019                         | 2021                         | 2023                         | 2025                         | Total |
| ---------------------------- | ---------------------------- | ---------------------------- | ---------------------------- | ---------------------------- | ---------------------------- | ---------------------------- | ---------------------------- | ---------------------------- | ---------------------------- | ---------------------------- | ----- |
| Bielorrusia                  |                              |                              |                              |                              |                              |                              | R1                           | R1                           | 4º                           | 2º                           | 4     |
| Francia                      | QF                           |                              |                              |                              |                              |                              |                              |                              |                              |                              | 1     |
| Italia                       | 2º                           | QF                           | QF                           |                              | 4º                           | 4º                           | 2º                           |                              | 2º                           | QF                           | 8     |
| Países Bajos                 |                              |                              |                              | R1                           |                              |                              |                              |                              |                              |                              | 1     |
| Polonia                      |                              |                              |                              |                              |                              | R1                           |                              |                              |                              |                              | 1     |
| Portugal                     | 3º                           | 3º                           | 3º                           |                              | 1º                           | QF                           | 1º                           | R1                           | QF                           | 3º                           | 9     |
| Rusia                        | QF                           | QF                           | 1º                           | 1º                           | 3º                           |                              | 3º                           | 1º                           |                              |                              | 7     |
| España                       | 4º                           | QF                           |                              | 2º                           | R1                           |                              |                              | QF                           | R1                           | QF                           | 7     |
| Suiza                        |                              | 2º                           | R1                           |                              | QF                           | QF                           | QF                           | 3º                           |                              |                              | 6     |
| Ucrania                      |                              |                              | R1                           | R1                           |                              |                              |                              | ••                           | ••                           |                              | 2     |
| Número total de clasificados | Número total de clasificados | Número total de clasificados | Número total de clasificados | Número total de clasificados | Número total de clasificados | Número total de clasificados | Número total de clasificados | Número total de clasificados | Número total de clasificados | Número total de clasificados | 10    |

### Simbología
| - 1º – Campeón - 2º – Finalista - 3º – 3º Lugar - 4º – 4º Lugar - – Anfitrión | - QF – Cuartos de final - R1 – Fase de grupos - •• – Clasificó pero se retiró - q – Clasificado |

## Premios y reconocimientos
| Año  | Goleador              | Goles | Mejor jugador       | Mejor portero      | Ref. |
| ---- | --------------------- | ----- | ------------------- | ------------------ | ---- |
| 2008 | Dejan Stankovic       | 16    | Amarelle            | Roberto Valeiro    |      |
| 2009 | Pasquale Carotenuto   | 24    | Ilya Leonov         | Andrey Bukhlitskiy |      |
| 2011 | Madjer                | 16    | Ilya Leonov         | Paulo Graça        |      |
| 2013 | Bogusław Saganowski   | 15    | Amarelle            | Vitalii Sydorenko  |      |
| 2015 | Dejan Stankovic       | 21    | Dario Ramacciotti   | Valentin Jaeggy    |      |
| 2017 | Dejan Stankovic       | 25    | Bogusław Saganowski | Szymon Gąsiński    |      |
| 2019 | Gabriele Gori         | 14    | Yury Krasheninnikov | Maxim Chuzhkov     |      |
| 2021 | Noël Ott Philip Borer | 10    | Chiky Ardil         | Andreii Nerush     |      |
| 2023 | Oliver Romrig         | 10    | Ihar Bryshtel       | Leandro Casapieri  |      |
| 2024 | Chiky Ardil           | 12    | Jordan Santos       | Pedro Mano         |      |

## Clasificación general
- Actualizado a la edición 2023.

| Pos. | Selección       | Part. | PJ | G  | G+ | GP | D  | GF  | GC  | Dif  | Pts | PPG  | %            |
| ---- | --------------- | ----- | -- | -- | -- | -- | -- | --- | --- | ---- | --- | ---- | ------------ |
| 1    | España          | 9     | 60 | 41 | 3  | 3  | 13 | 335 | 173 | +162 | 132 | 2.20 | 78.3 (47–13) |
| 2    | Rusia           | 7     | 51 | 42 | 1  | 0  | 8  | 284 | 117 | +167 | 128 | 2.51 | 84.3 (43–8)  |
| 3    | Italia          | 9     | 54 | 38 | 2  | 3  | 11 | 276 | 162 | +114 | 121 | 2.24 | 79.6 (43–11) |
| 4    | Portugal        | 8     | 51 | 39 | 0  | 2  | 10 | 321 | 135 | +186 | 119 | 2.33 | 80.4 (41–10) |
| 5    | Suiza           | 9     | 58 | 37 | 3  | 1  | 17 | 345 | 214 | +131 | 118 | 2.03 | 70.7 (41–17) |
| 6    | Ucrania         | 8     | 49 | 32 | 2  | 3  | 12 | 226 | 143 | +83  | 103 | 2.10 | 75.5 (37–12) |
| 7    | Polonia         | 9     | 54 | 29 | 3  | 0  | 22 | 228 | 193 | +35  | 93  | 1.72 | 59.3 (32–22) |
| 8    | Bielorrusia     | 9     | 50 | 24 | 1  | 4  | 21 | 200 | 156 | +44  | 78  | 1.56 | 58.0 (29–21) |
| 9    | Francia         | 8     | 46 | 22 | 2  | 3  | 19 | 203 | 183 | +20  | 73  | 1.59 | 58.7 (27–19) |
| 10   | Azerbaiyán      | 9     | 50 | 17 | 1  | 2  | 30 | 175 | 215 | −40  | 55  | 1.10 | 40.0 (20–30) |
| 11   | Alemania        | 9     | 43 | 14 | 1  | 1  | 27 | 154 | 158 | −4   | 45  | 1.05 | 37.2 (16–27) |
| 12   | Hungría         | 7     | 39 | 12 | 2  | 3  | 22 | 141 | 168 | −27  | 43  | 1.10 | 43.6 (17–22) |
| 13   | Rumania         | 7     | 36 | 13 | 1  | 1  | 21 | 138 | 202 | −64  | 42  | 1.17 | 41.7 (15–21) |
| 14   | Turquía         | 8     | 39 | 13 | 0  | 2  | 24 | 148 | 181 | −33  | 41  | 1.05 | 38.5 (15–24) |
| 15   | República Checa | 9     | 33 | 13 | 0  | 1  | 19 | 109 | 156 | −47  | 40  | 1.21 | 42.4 (14–19) |
| 16   | Estonia         | 9     | 42 | 10 | 2  | 1  | 29 | 133 | 178 | −45  | 35  | 0.83 | 31.0 (13–29) |
| 17   | Países Bajos    | 5     | 22 | 10 | 0  | 2  | 10 | 73  | 88  | −15  | 32  | 1.45 | 54.5 (12–10) |
| 18   | Grecia          | 7     | 38 | 9  | 1  | 0  | 28 | 135 | 175 | −40  | 29  | 0.76 | 26.3 (10–28) |
| 19   | Dinamarca       | 3     | 16 | 8  | 0  | 0  | 8  | 53  | 86  | −33  | 24  | 1.50 | 50.0 (8–8)   |
| 20   | Inglaterra      | 7     | 25 | 6  | 2  | 1  | 16 | 64  | 112 | −48  | 23  | 0.92 | 36.0 (9–16)  |
| 21   | Moldavia        | 7     | 28 | 6  | 1  | 1  | 20 | 69  | 146 | −77  | 21  | 0.75 | 28.6 (8–20)  |
| 22   | Lituania        | 5     | 20 | 5  | 0  | 1  | 14 | 45  | 96  | −51  | 16  | 0.80 | 30.0 (6–14)  |
| 23   | Noruega         | 9     | 31 | 4  | 0  | 1  | 26 | 71  | 157 | −86  | 13  | 0.42 | 16.1 (5–26)  |
| 24   | Israel          | 3     | 11 | 3  | 0  | 0  | 8  | 37  | 48  | −11  | 9   | 0.82 | 27.3 (3–8)   |
| 25   | Austria         | 4     | 12 | 3  | 0  | 0  | 9  | 42  | 64  | −22  | 9   | 0.75 | 25.0 (3–9)   |
| 26   | Kazajistán      | 4     | 17 | 3  | 0  | 0  | 14 | 39  | 91  | −52  | 9   | 0.53 | 17.6 (3–14)  |
| 27   | Bélgica         | 1     | 4  | 2  | 0  | 0  | 2  | 19  | 13  | +6   | 6   | 1.50 | 50.0 (2–2)   |
| 28   | Eslovaquia      | 3     | 9  | 2  | 0  | 0  | 7  | 26  | 61  | −35  | 6   | 0.67 | 22.2 (2–7)   |
| 29   | Suecia          | 2     | 6  | 1  | 0  | 0  | 5  | 15  | 20  | −5   | 3   | 0.50 | 16.7 (1–5)   |
| 30   | Letonia         | 5     | 16 | 1  | 0  | 0  | 15 | 31  | 94  | −63  | 3   | 0.19 | 6.3 (1–15)   |
| 31   | Malta           | 1     | 3  | 0  | 0  | 0  | 3  | 4   | 12  | −8   | 0   | 0.00 | 0            |
| 32   | Serbia          | 1     | 3  | 0  | 0  | 0  | 3  | 5   | 25  | −20  | 0   | 0.00 | 0            |
| 33   | Georgia         | 2     | 5  | 0  | 0  | 0  | 5  | 13  | 41  | −28  | 0   | 0.00 | 0            |
| 34   | Andorra         | 3     | 8  | 0  | 0  | 0  | 8  | 16  | 56  | −40  | 0   | 0.00 | 0            |
| 35   | Bulgaria        | 5     | 15 | 0  | 0  | 0  | 15 | 31  | 86  | −55  | 0   | 0.00 | 0            |